# Maxomys tajuddinii
Maxomys tajuddinii — вид пацюків (Rattini), що живе в (Малайзії) й Індонезії (на Борнео, Малайському півострові та Суматрі).

## Морфологічна характеристика
Довжина голови й тулуба від 95 до 122 мм, довжина хвоста від 106 до 123 мм, довжина лапи від 27 до 30 мм, вага до 70 грамів. Волосяний покрив довгий, щільний і колючий. Спинні частини оранжево-коричневі, посипані довгими колючими волосками з чорнуватим кінчиком, а черевні частини кремово-білі. Лінія розмежування з боків чітка. Очі відносно невеликі й оточені коричневим кільцем. Вуха малі, овальні, темно-коричневі. Ноги білі. Хвіст трохи довший за голову і тулуб, зверху коричнювато-чорний, а знизу кремово-білий.

## Спосіб життя
Це наземний вид